# Tatnachweis
Tatnachweis ist in der Kriminalistik der durch Beweismittel von den Strafverfolgungsbehörden erbrachte Beweis, der den Täter der begangenen Straftat überführt.

## Allgemeines
Als Beweismittel kommen Sachbeweise und Personenbeweise in Betracht. Zu ersteren gehören Gegenstände (§ 94, § 103 StPO) aller Art, Beweisstücke wie Tatmittel (Kleidung, Werkzeuge, auch Tatwaffen; § 147 Abs. 1 StPO), Spuren und Spurenbild einer Straftat (§ 103 StPO; z. B. Fingerabdrücke, Fotografien, Videografien, DNA-Spuren), Bandaufnahmen der Leitstelle und Gutachten, Spuren oder Merkmale (§ 86 StPO), Urkunden und Schriftstücke (§ 249 StPO) oder Ermittlungsergebnisse (z. B. Spurensicherungsbericht, Telekommunikationsüberwachung, Vorratsdatenspeicherung, Videoaufzeichnung). Personenbeweise werden durch Zeugen (§§ 48 ff. StPO), Gerichtssachverständige (§§ 72 ff. StPO), Leichenschau und Leichenöffnung (§ 87 StPO) oder Aussagen, Einlassungen und Geständnisse des Angeklagten zur Sache (§ 243 Abs. 5 StPO) erbracht.
Alle diese Beweismittel ergeben in ihrer Summe den Tatnachweis, der etwaige Widersprüche von Beweisen ausräumen und Beweislücken möglichst schließen muss. Je höher die Beweisdichte und je lückenloser der Tathergang aufgeklärt werden konnte, umso besser ist der Tatnachweis erbracht.

## Rechtsfragen
Das Strafrecht kennt verschiedene Verdachtsgrade. Diese hängen auch davon ab, wie weit den Strafverfolgungsbehörden der Tatnachweis gelungen ist. Unterschieden wird zwischen dem Anfangsverdacht, hinreichenden Tatverdacht (§ 170 StPO, § 203 StPO) und dringenden Tatverdacht (§ 112 StPO). Der Anfangsverdacht setzt voraus, dass zureichende tatsächliche Anhaltspunkte für eine verfolgbare Straftat vorliegen (vgl. § 152 Abs. 2 StPO in Verbindung mit § 160 Abs. 1 StPO); der Tatnachweis ist hier vergleichsweise gering. Hinreichender Tatverdacht liegt dann vor, wenn bei vorläufiger Beurteilung der Beweissituation eine spätere Verurteilung wahrscheinlich ist. Ein dringender Tatverdacht im Sinne des § 112 Abs. 1 Satz 1 StPO ist gegeben, wenn den ermittelten Tatsachen entnommen werden kann, dass sich der Beschuldigte mit großer Wahrscheinlichkeit der ihm angelasteten Tat schuldig gemacht hat; bloße Vermutungen genügen dagegen nicht. Der dringende Tatverdacht erfordert mithin die hohe Wahrscheinlichkeit des Tatnachweises.
Das Amtsgericht Nienburg stellte im Januar 2015 erstmals fest, dass Aufnahmen einer Dashcam in Strafverfahren nach den dort für die Verwertung von – auch unzulässig erlangten – Beweismitteln geltenden weiteren Maßstäben unproblematisch zum Tatnachweis verwendet werden könnten. Hierzu bemerkte im Mai 2018 der BGH in einem anderen Fall, dass zwar eine derartige Videoaufzeichnung gegen § 4 BDSG verstoße, da sie ohne Einwilligung der Betroffenen erfolgt sei und nicht auf § 28 Abs. 1 BDSG gestützt werden könne. Dennoch sei die vorgelegte Videoaufzeichnung als Beweismittel im Unfallhaftpflichtprozess verwertbar. Die Unzulässigkeit oder Rechtswidrigkeit einer Beweiserhebung führe im Zivilprozess nicht ohne Weiteres zu einem Beweisverwertungsverbot.
Die Strafverteidigung kann bei keinem hinreichenden Tatverdacht bei Gericht den Antrag stellen, die Eröffnung des Hauptverfahrens abzulehnen (§ 199 Abs. 1 StPO). Bieten die Ermittlungen genügenden Anlass – bei hinreichendem Tatnachweis – zur Erhebung der öffentlichen Klage, so erhebt die Staatsanwaltschaft diese durch Einreichung einer Anklageschrift bei dem zuständigen Gericht (§ 170 Abs. 1 StPO). Der Informationsstand der Hauptverhandlung muss fortlaufend in Beziehung zu der Frage gesetzt werden, ob der Tatnachweis im Sinne der Anklageschrift geführt werden kann oder ob weitere Beweiserhebungen erforderlich sind. Ein Fall ist aufgeklärt und damit der Tatnachweis vollständig erbracht, wenn Tathergang und Täter zweifelsfrei über Indizien, Zeugenaussagen oder ein Geständnis des Täters ermittelt sind. Wird dagegen der Tatnachweis nicht erbracht, ist der Angeklagte freizusprechen.

## Strafverfahren
Aufgrund des ermittelten Tathergangs kann die Täterschaft nachgewiesen und damit der Tatnachweis erbracht werden. Die durch die Anklageschrift ausgelöste Strafsache wird vor dem Strafgericht im Rahmen einer Gerichtsverhandlung behandelt. Die Anklageschrift hat Tathergang, Tatzeit und Tatort genau zu beschreiben (§ 200 Abs. 1 StPO). Das umfassendste Wissen über den Tathergang ist das Täterwissen, das sich den Strafverfolgungsbehörden vollständig nur über ein Geständnis erschließt. Der auf der Grundlage der vorhandenen Beweise und Spuren festzustellende Tathergang unterliegt der richterlichen Beweiswürdigung. Bei Gewissheit über den Tatnachweis obliegt es dem Richter im Rahmen der Subsumtion beim Strafprozess, den sich hieraus ergebenden Straftatbestand der hierzu passenden Sanktionsnorm zu unterwerfen, denn das Gericht kennt das Recht (lateinisch Jura novit curia). Ergebnis ist das Strafurteil, in welchem der Tatnachweis minutiös erbracht wird.

## Statistik
Der große Lauschangriff brachte beispielsweise in seinen wesentlichen Ausprägungen (§ 100c Abs. 1 StPO) zwischen 1998 und 2008 in 144 Ermittlungsverfahren bei 6 % der Ausführungen einen unmittelbaren Tatnachweis und in 14 % der Fälle „weitere Spurenansätze“, in 80 % aller Fälle erwies er sich als wertlos.

## International
Die Erkenntnisse der Kriminalistik werden in allen Staaten einheitlich verwendet.